# 커피 & 카림
《커피 & 카림》(영어: Coffee & Kareem)은 2020년에 넷플릭스에서 방영한 미국의 영화이다.

## 캐스팅
주연
- 에드 헴스 : 제임스 커피 역
- 테렌스 리틀 가든하이 : 카림 역
- 타라지 P. 헨슨 : 바네사 매닝 역

조연
- 베티 길핀 : 탐정 와트 역
- 론리코 리 : 올랜도 존슨 역
- 앤드류 배첼러: 로드니 역
- 데이빗 알란 그리어: 캡틴 힐 역